# Гаёвое (Кропивницкий район)
Гаёвое (укр. Гайове) — село в Александровской поселковой общине Кропивницкого района Кировоградской области Украины
До 2020 года входило в Александровский район
Население по переписи 2001 года составляло 259 человек. Почтовый индекс — 27308. Телефонный код — 5242. Код КОАТУУ — 3520581703.